# 塞拉梅扎纳
塞拉梅扎纳（義大利語：Serramezzana），是意大利萨莱诺省的一个市镇。总面积7平方公里，人口约350人，人口密度50.0人/平方公里（2009年）。ISTAT代码为065139。